# Parlamentswahl im Iran 1980
Die Parlamentswahl im Iran 1980 fanden am 14. März 1980 statt und waren die ersten Parlamentswahlen nach der Islamischen Revolution und dem Sturz des Schahs, Mohammad Reza Pahlavi, in der Islamischen Republik Iran. 270 Parlamentssitze standen zur Wahl, das Mindestwahlalter wurde auf 16 Jahre festgelegt. Um den religiösen Minderheiten den Zugang zum Parlament zu ermöglichen, wurde in Artikel 64 der Verfassung bestimmt, dass je ein Vertreter der Juden und Zoroastrier, zwei Vertreter der christlichen Armenier und ein Vertreter der chaldäischen und assyrischen Minderheiten einen garantierten Sitz im Parlament haben sollten.

## Ergebnis und Folgen
|                               | Stimmen    | Anteil in % |
| ----------------------------- | ---------- | ----------- |
| Wahlberechtigte               | 20.758.391 | 100         |
| Wähler                        | 10.875.969 | 52,14       |
| registrierte Kandidaten       | 3.694      | 100         |
| zugelassene Kandidaten        | 1.910      | 51,7        |
| gewählte männliche Kandidaten | 266        |             |
| gewählte weibliche Kandidaten | 4          | 1,48        |

Dass die stärkste politische Kraft innerhalb der veränderten Parteienlandschaft die Islamisch-Republikanische Partei mit 130 Sitzen sein würde, war abzusehen. Nicht abzusehen war die Vorauswahl der Kandidaten durch den Vorläufer des Wächterrats, den Revolutionsrat, ein Vorgang, den es bislang nicht gab. Knapp 50 % der Kandidaten erreichten nicht die gewünschte Qualifikation. Überraschend war die Zulassung der Volksmudschahedin mit ihrem Führer Masud Radschawi, die 20 Sitze erringen konnten. Erstaunlich stark die nationalistisch-religiöse Iranische Freiheitsbewegung unter ihrem Vorsitzenden Mehdi Bāzargān, ehemaliger Premierminister des Iran, mit 110 Sitzen.